# 法比安谢拜什真
法比安谢拜什真，是匈牙利琼格拉德州所辖的一个村。总面积71.73平方公里，总人口2073，人口密度28.9人/平方公里（2011年1月1日）。